# Olbiogaster amazonica
Olbiogaster amazonica är en tvåvingeart som beskrevs av Tozoni 1993. Olbiogaster amazonica ingår i släktet Olbiogaster och familjen fönstermyggor. Inga underarter finns listade i Catalogue of Life.